# إيشيون
ايشيون هي مدينة في كوريا الجنوبية، تتبع مقاطعة غيونغي، بلغ عدد سكانها 209,003 نسمة في 2015، تبلغ مساحتها 461.3 كيلومتر مربع.

## المناخ
يظهر الجدول التالي التغييرات المناخية على مدار السنة لإيشيون:
| البيانات المناخية لـإيشيون                                     | البيانات المناخية لـإيشيون | البيانات المناخية لـإيشيون | البيانات المناخية لـإيشيون | البيانات المناخية لـإيشيون | البيانات المناخية لـإيشيون | البيانات المناخية لـإيشيون | البيانات المناخية لـإيشيون | البيانات المناخية لـإيشيون | البيانات المناخية لـإيشيون | البيانات المناخية لـإيشيون | البيانات المناخية لـإيشيون | البيانات المناخية لـإيشيون | البيانات المناخية لـإيشيون |
| الشهر                                                          | يناير                      | فبراير                     | مارس                       | أبريل                      | مايو                       | يونيو                      | يوليو                      | أغسطس                      | سبتمبر                     | أكتوبر                     | نوفمبر                     | ديسمبر                     | المعدل السنوي              |
| -------------------------------------------------------------- | -------------------------- | -------------------------- | -------------------------- | -------------------------- | -------------------------- | -------------------------- | -------------------------- | -------------------------- | -------------------------- | -------------------------- | -------------------------- | -------------------------- | -------------------------- |
| الدرجة القصوى °م (°ف)                                          | 14.5 (58.1)                | 19.5 (67.1)                | 24.8 (76.6)                | 32.5 (90.5)                | 33.2 (91.8)                | 35.7 (96.3)                | 38.3 (100.9)               | 37.7 (99.9)                | 32.9 (91.2)                | 29.1 (84.4)                | 25.4 (77.7)                | 18.2 (64.8)                | 38.3 (100.9)               |
| متوسط درجة الحرارة الكبرى °م (°ف)                              | 2.8 (37.0)                 | 6.3 (43.3)                 | 12.1 (53.8)                | 19.3 (66.7)                | 24.2 (75.6)                | 27.5 (81.5)                | 29.0 (84.2)                | 29.9 (85.8)                | 25.8 (78.4)                | 20.4 (68.7)                | 12.0 (53.6)                | 4.7 (40.5)                 | 17.8 (64.0)                |
| المتوسط اليومي °م (°ف)                                         | −3.1 (26.4)                | −0.2 (31.6)                | 5.2 (41.4)                 | 11.9 (53.4)                | 17.4 (63.3)                | 21.7 (71.1)                | 24.4 (75.9)                | 24.8 (76.6)                | 19.8 (67.6)                | 13.0 (55.4)                | 5.4 (41.7)                 | −1.2 (29.8)                | 11.6 (52.9)                |
| متوسط درجة الحرارة الصغرى °م (°ف)                              | −8.5 (16.7)                | −6.1 (21.0)                | −1.0 (30.2)                | 4.9 (40.8)                 | 11.1 (52.0)                | 16.6 (61.9)                | 20.7 (69.3)                | 21.0 (69.8)                | 15.0 (59.0)                | 7.2 (45.0)                 | −0.2 (31.6)                | −6.4 (20.5)                | 6.2 (43.2)                 |
| أدنى درجة حرارة °م (°ف)                                        | −26.5 (−15.7)              | −22.8 (−9.0)               | −12.1 (10.2)               | −4.9 (23.2)                | 2.0 (35.6)                 | 6.5 (43.7)                 | 12.9 (55.2)                | 12.1 (53.8)                | 2.9 (37.2)                 | −5.0 (23.0)                | −15.6 (3.9)                | −25.7 (−14.3)              | −26.5 (−15.7)              |
| الهطول مم (إنش)                                                | 22.5 (0.89)                | 23.9 (0.94)                | 47.4 (1.87)                | 74.0 (2.91)                | 93.8 (3.69)                | 146.0 (5.75)               | 370.2 (14.57)              | 319.9 (12.59)              | 176.0 (6.93)               | 42.1 (1.66)                | 38.8 (1.53)                | 16.3 (0.64)                | 1٬370٫8 (53.97)            |
| متوسط أيام هطول الأمطار (≥ 0.1 mm)                             | 6.0                        | 4.6                        | 7.2                        | 7.0                        | 7.6                        | 9.4                        | 14.6                       | 13.8                       | 9.0                        | 5.0                        | 7.1                        | 6.1                        | 97.4                       |
| متوسط الرطوبة النسبية (%)                                      | 64.4                       | 59.9                       | 58.0                       | 55.3                       | 62.1                       | 67.8                       | 77.3                       | 76.9                       | 74.5                       | 70.4                       | 67.1                       | 66.6                       | 66.7                       |
| ساعات سطوع الشمس الشهرية                                       | 166.1                      | 169.1                      | 192.1                      | 210.8                      | 221.8                      | 187.0                      | 141.2                      | 159.4                      | 165.6                      | 188.4                      | 152.6                      | 158.3                      | 2٬113٫7                    |
| نسبة وصول أشعة الشمس                                           | 54.0                       | 55.3                       | 51.8                       | 53.4                       | 50.5                       | 42.5                       | 31.5                       | 37.9                       | 44.4                       | 54.0                       | 49.9                       | 52.9                       | 47.5                       |
| المصدر: Korea Meteorological Administration (percent sunshine) |                            |                            |                            |                            |                            |                            |                            |                            |                            |                            |                            |                            |                            |

## توأمة
لإيشيون اتفاقيات توأمة مع كل من:
- سانتا فيه
- ناحية سيونغبك [الإنجليزية]‏
- آندونغ
- جينغدتشن
- ووشي
- كوكا
- سيتو

## أعلام
- تشون وو هي